# 오스카르 보브
오스카르 보브(노르웨이어: Oscar Bobb, 2003년 7월 12일 ~ )는 노르웨이의 축구 선수로 포지션은 윙어이다. 현재 잉글랜드 프리미어리그의 맨체스터 시티 FC에서 활약하고 있다.